# 小山豊太郎
小山 豊太郎（こやま とよたろう、明治2年3月10日（1869年4月21日） - 昭和22年（1947年）8月4日）は日本のテロリスト。名は六之助（ろくのすけ）、録之助とも。書家としての号は忘雪野人（ぼうせつやじん）。

## 経歴
群馬県館林出身。父親は県会議員で財産家であった。上京以前に品行がおさまらず廃嫡されている。16歳の時上京し、慶應義塾に入学するが翌年脚気のため退学。1889年（明治22年）再入学するが、翌年またしても退学した。その後自由党系の壮士となり、河野広中、星亨などの政治運動を手伝った。
1894年、日清戦争が開戦し、日本優勢のまま清側が停戦を申し入れ、下関市阿弥陀寺町春帆楼で停戦交渉が始まった。しかし優勢を背景に日本側は強気で、1895年3月24日、清の全権大使李鴻章に対し、停戦ではなく講和条約交渉を認めさせることに成功した。
同日、豊太郎は、交渉を終えて春帆楼から宿舎の引接寺へ戻る途中の李鴻章をピストルで襲撃した。豊太郎はその場で警察官と憲兵に取り押さえられた。李は顔面の負傷で済んだが、日本側はテロ事件の発生に対する列強の批判や干渉を恐れ、清との3週間の休戦に応じた。また、講和での対清要求も、若干譲歩している（詳細は下関条約の項を参照）。
豊太郎は裁判の結果無期徒刑の刑が確定し、釧路集治監、次いで網走監獄に収監された。1907年2月11日、皇室典範増補の制定による恩赦を受けて仮出獄した。
出獄後は東京に戻り、1910年、獄中記『活地獄』を上梓したが、李の襲撃については触れていない。さらには細野米次郎の長女の細野シャウと1911年4月27日籍を入れ、書道塾や碁会所を経営していたといわれるが、終生正業に就くことはなかった。第二次世界大戦後に死去。

## 備考
山田風太郎の小説『牢屋の坊っちゃん』は、夏目漱石の『坊っちゃん』のような人物なら、投獄されることがあるかも知れないという着想の元、豊太郎と『活地獄』をモデルに、漱石の文体で坊っちゃんの獄中生活を描いた作品である。